# Repressor
Em genética, um repressor é uma proteína que se pode ligar ao DNA. Regula a expressão de um ou mais genes através do decréscimo da taxa de replicação.